# Charlie Winston
Charlie Winston, of voluit Charlie Winston Gleave (Cornwall, 14 september 1978), is een Brits singer-songwriter en folk-/popzanger. Hij is voornamelijk succesvol in Frankrijk, waar hij ook woont. Zijn tweede album, Hobo, bereikte daar in 2009 de hoogste positie in de albumlijsten.

## Achtergrond
Charlie Winston is afkomstig uit een muzikale familie. Zijn ouders Jeff en Julie Gleave waren in de jaren 60 en 70 bekende gezichten in het Britse folkmuziekcircuit. Zijn broer Tom Baxter en zus Vashti Anna zijn eveneens artiest en gebruiken net als Charlie hun tweede voornaam als artiestennaam. De drie stonden ook regelmatig samen op het podium. Al op jonge leeftijd was Charlie met muziek bezig. Op zijn achtste begon hij met drummen en piano spelen. Toen hij 17 was, ging hij naar het conservatorium.

## Muzikale carrière
De muziekcarrière van Charlie kwam echt van de grond toen hij in 2004 als muzikant meespeelde op Feather and Stone, het debuutalbum van zijn broer Tom. Nummers van dat album werden regelmatig op BBC Radio 2 gedraaid. Nadat de optredens rondom het debuutalbum van zijn broer waren afgerond, ging Charlie met zijn band optreden onder de naam "Charlie Winston and the Oxymorons". Een van de bandleden, drummer Jamie Morrison, zou later bekendheid verwerven als lid van The Noisettes.

### Make Way
In 2006 had Charlie een ontmoeting met Peter Gabriel, die enthousiast was over zijn muziek. In de Real World Studios begon Charlie aan de opnames van zijn debuutalbum Make Way, dat in 2007 verscheen. Ook was hij support-act voor Gabriel tijdens diens Europese tournee in 2007. Het album was geen commercieel succes, maar leverde Charlie wel veel optredens in Duitsland en Frankrijk op. Hierdoor kwam hij in aanraking met het platenlabel Atmosphériques, waar hij een contract kreeg. In 2008 werd zijn cover van het nummer I'm A Man van The Spencer Davis Group gebruikt in een reclame van Volkswagen. In de commercial is te zien hoe een hond het nummer playbackt. Dit leverde zo veel klachten op dat de commercial van het scherm werd gehaald.

### Hobo
In Parijs en London nam Charlie Winston in 2008 zijn tweede album op, onder leiding van producer Mark Plati. Het album Hobo verscheen in januari 2009 en kwam in de Franse albumlijst op nummer 3 binnen. Bijna een half jaar later bereikte het album de nummer 1-positie. Hobo stond dertig weken in de top-10 van de Franse albumlijst en behaalde platina. In april 2009 bereikte de single Like a Hobo eveneens de toppositie in in Frankrijk. Het album en de single waren eveneens succesvol in diverse buurlanden. In Wallonië, het Franstalige deel van België, behaalde Hobo de top-3, in Zwitserland de top-10 en in Duitsland de top-20. In juni 2009 trad Charlie Winston met Like A Hobo op in De Wereld Draait Door.

### Running Still
Het derde studioalbum van Charlie Winston, Running Still, verscheen in november 2011 in Frankrijk. Het werd een maand eerder voorafgegaan door de single Hello Alone. Het album is geproduceerd met producer Tony Berg. Het belandde op nummer 5 in de Franse albumlijst en het is ook succesvol in Wallonië en Zwitserland. Het album verscheen begin 2012 elders in Europa en bijna een jaar later ook in het Verenigd Koninkrijk en de Verenigde Staten.
In 2012 nam Charlie een cover op van het nummer This Wheel's On Fire, voor een compilatie-cd van Amnesty International, getiteld "Chimes of Freedom – The Songs of Bob Dylan". Verder verscheen eind 2012 de single Dusty Men, een samenwerking met de Belgische singer-songwriter Saule. De single was succesvol in Frankrijk, België (Wallonië) en Italië.

### Curio City
Charlie Winston dook in 2014 de studio in voor de opname van zijn vierde album. Op 13 oktober ging de single Lately in première op de Franse radiozender Virgin Radio. Een dag later verscheen het nummer officieel. Lately is de voorloper van het album Curio City, dat op 26 januari 2015 uitkwam. Het album, met lichte elektronica-invloeden, is vooral succesvol in Frankrijk, België (Wallonië) en Zwitserland. Het nummer Say Something verscheen in 2015 op single met een aangepaste songtekst en titel: #Saysomething, in het teken van de vluchtelingenproblematiek. Ook Too Long kwam als single uit, in 2016 gevolgd door de ep Under Cover waarop enkele studioversies staan van covers die Charlie Winston tijdens zijn concerten speelde.

### Square 1
In het voorjaar van 2018 kondigde Charlie Winston enkele optredens aan, gepaard met nieuw materiaal. Op 8 juni verscheen de single The Weekend, als voorloper van een nieuw album, getiteld Square 1. De geplande verschijningsdatum van dat album is 28 september 2018.

## Discografie

### Albums
- Make Way (2007)
- Hobo (2009)
- Running Still (2011)
- Curio City (2015)
- Square 1 (2018)

### Ep's
- Under Cover (2016)

### Singles
- "Like a Hobo" (2009)
- "In Your Hands" (2009)
- "Kick The Bucket" (2009)
- "I Love Your Smile" (2010)
- "Tongue Tied" (2010)
- "Secret Girl" (2011)
- "Hello Alone" (2011)
- "Where Can I Buy Happiness" (2012)
- "Speak to Me" (2012)
- "Dusty Men" (2012) (Saule feat. Charlie Winston)
- "Lately" (2014)
- "#Saysomething" (2015)
- "Too Long" (2016)
- "The Weekend" (2018)